# (29198) Weathers
Pour les articles homonymes, voir Weathers.
(29198) Weathers est un astéroïde de la ceinture principale.

## Description
(29198) Weathers est un astéroïde de la ceinture principale. Il fut découvert le 18 février 1991 à l'Observatoire Palomar par Eleanor Francis Helin. Il présente une orbite caractérisée par un demi-grand axe de 2,60 UA, une excentricité de 0,10 et une inclinaison de 16,6° par rapport à l'écliptique.

## Compléments